# Summit County (Ohio)
 For alternative betydninger, se Summit County. (Se også artikler, som begynder med Summit County)
Summit County er et county i den amerikanske delstat Ohio.  

## Demografi
Ifølge folketællingen fra 2000 boede der 542.899 personer i amtet. Der var 217.788 husstande med 144.611 familier. Befolkningstætheden var 508 personer pr. km². Befolkningens etniske sammensætning var som følger: 83,50% hvide, 13,19% afroamerikanere.
Der var 217.788 husstande, hvoraf 30,70% havde børn under 18 år boende. 50,10% var ægtepar, som boede sammen, 12,60% havde en enlig kvindelig forsøger som beboer, og 33,60% var ikke-familier. 28,00% af alle husstande bestod af enlige, og i 10,30% af tilfældene boede der en person som var 65 år eller ældre.
Gennemsnitsindkomsten for en husstand var $42.304 årligt, mens gennemsnitsindkomsten for en familie var på $52.200 årligt.